# Ecocardiografia bidimensionale
L'ecografia bidimensionale è una tecnica di imaging che sfrutta l'utilizzo di sonde ecografiche, al fine di ottenere un tomogramma del mediastino (inferiore e medio) rappresentabile in due dimensioni. A seconda del posizionamento della sonda si può parlare di:
- Eco 2D Transtoracico;
- Eco 2D Transesofageo.

Nell'ecografia bidimensionale transtoracica TET in due dimensioni, la sonda viene posizionata in maniera tale da ottenere un grafico a ventaglio, i quali assi formano un angolo che oscilla tra i 30 e i 90 gradi. La sonda viene posizionata sulla parete toracica, e pertanto le onde sonore registrate presentano fenomeni di inferenza maggiori, poiché, prima di giungere al cuore devono oltrepassare:
- cute della parete toracica anteriore/laterale
- ipoderma e fasce muscolari della parete toracica antero-laterale (fascia toracica, fascia pettorale)
- periostio, ossa e/o articolazioni della gabbia toracica
- epimisio e muscoli della gabbia toracica
- fascia endotoracica
- visceri del mediastino anteriore (es. timo)
- strutture connettivali del mediastino medio (pericardio fibroso, cavità pericardica, pericardio sieroso)

Nella eco 2D transtoracica sono definite delle posizioni standardizzate, che permettono - in linea teorica- di ottenere dei tomogrammi a proiezione costante. 
Gli assi principali nell'ECO 2D transtoracico sono:
1. Asse corto parasternale
2. Asse corto parasternale a livello aortico
3. Asse corto parasternale a livello della valvola mitrale
4. Proiezione apicale quattro camere

Nella eco 2D transesofagea la sonda viene posizionata nel lume esofageo, previa anestesia del paziente (finalizzata a minimizzare l'insorgenza del riflesso del vomito). Questa sonda può essere dotata di un trasduttore in punta, consentendo al raggio incidente (generato da una sorgente) di ottenere diversi tomogrammi. Si parla di TEE biplano quando la sonda può registrare attraverso i due assi principali (sagittale e trasversale, rispetto alla linea mediana di un soggetto in posizione anatomica); si parla di TEE multiplano quando la sonda - per mezzo del trasduttore- ruota la direzione del raggio incidente, consentendo la formazione di tomogrammi che riprendono altre zone cardiache.
La eco2D transesofagea permette di ottenere immagini con basso grado di interferenze; questo perché il lume dell'esofago toracico, prima di giungere al cuore, deve attraversare:
- tonache che compongono lo spessore della parete esofagea
- connettivo che ancora l'esofago alle strutture del mediastino posteriore (di natura linfatica, arteriosa, venosa o nervosa)
- strutture connettivali del mediastino medio (pericardio fibroso, cavità pericardica, pericardio sieroso).[1]